# 오보에 다모레

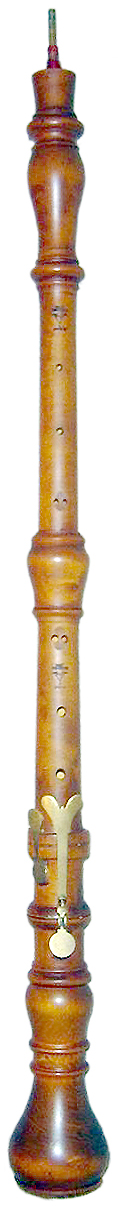
오보에 다모레

오보에 다모레(이탈리아어: Oboe d'amore)는 오보에족의 목관악기이다.

## 악기 이름의 뜻
오보에 다모레는 이탈리아어로 "사랑의 오보에"를 뜻한다.

## 특성
오보에족의 악기에서 메조 소프라노를 맡는다. 오보에 다모레는 코랑글레와 마찬가지로 이조 악기이며, 오보에보다 단3도가 낮은 가(A)조이다. 오보에족인 다른 악기와 마찬가지로 리드를 이용한다. 취구 부분의 길이는 오보에보다 길고, 코랑글레보다 짧다.

## 기보
기보는 높은음자리표에 기재한다.

## 사용
바로크 시대부터 사용했으며, 고전·낭만주의 시대에 거의 사용되지 않았다. 19세기 말~20세기 이후 이 악기를 기용한 사람으로는 리하르트 슈트라우스, 클로드 드뷔시, 모리스 라벨, 프레더릭 딜리어스, 다케미쓰 도루, 구스타프 말러 등이 있다.